# IC 82
IC 82 је спирална галаксија у сазвјежђу Кит која се налази на листи објеката дубоког неба у Индекс каталогу.
Деклинација објекта је - 16° 0' 1" а ректасцензија 1h 9m 5,8s. Привидна величина (магнитуда) објекта IC 82 износи 13,8 а фотографска магнитуда 14,6. IC 82 је још познат и под ознакама MCG -3-4-13, DRCG 4-10, PGC 4103.